# 李多妍
李多妍（韓語：이다연；2002年—）是一位韓國大學生和環保活動家。她致力於對抗氣候變遷和石油工業影響的環境保護，並在韓國流行音樂運動和環保倡議之間建立了合作關係。 其社會貢獻被英國廣播公司評選為2023年全球最具影響力的女性之一。

## 生平
從青少年時期起，李多妍就是韓國流行音樂Kpop的粉絲，2021年通過與同為愛好者，印尼氣候活動家努魯·沙里法（Nurul Sarifah）的合作，成為環保運動Kpop4Climate的主要創始人和推動者。這個由音樂和數位提倡人士組成的社群媒體平台很快促成一波社會運動，鼓勵年輕人透過流行音樂參與環保倡議，曾參與Youth4Climate運動的倡議。自2021年活動平台成立以來，已經呼籲韓國最大的娛樂品牌和具影響力的串流媒體服務採取氣候行動，並轉向可再生能源。平台小組實際行動包括在泰國、西班牙和美國的社群媒體上推廣數字活動，並有藝人擔任大使參與其中。 該平台最引人注目的政治活動之一是獲得來自90多個國家，超過11,000個簽名，試圖迫使防彈少年團的贊助商現代汽車取消與一家印尼鋁供應商的商業協議，該公司計劃建設一座燃煤發電廠。2023年時，她在東京外國語大學主修國際關係學。
李多妍也發現韓國流行音樂消費習慣上仍然過度依賴實體唱片，產生不必要的塑料和廢物。因此於2021年七月，她發起「死亡星球上沒有韓國流行音樂」運動，轉向數字音樂平台來減少實體唱片銷售，並獲得多數響應。她還成功促使韓國最大的音樂娛樂公司(如HYPE, SM, JYP娛樂, YG娛樂和大型音樂營運平台Melon的Kakao娛樂）建立了碳足跡測量協議並採取具體措施以減少碳排放。
由於在建立音樂粉絲和氣候抗議之間的新聯繫方面的領導地位，李多妍的形象受到了媒體的廣泛關注，並有超過57,000人參與了她的某些行動。  因此，英國廣播公司決定將她列為2023年百位女性榜單中的唯一一位韓國女性。